# Astor (круизное судно)
Astor (ранее Федор Достоевский (1988–1991), Fedor Dostoevskiy (1991–1995), постр. как Astor (1987–1988)) — круизное судно компании MS Astor, принадлежащей Premicon Hochseekreuzfahrt GmbH & Co. KG, и эксплуатируемое оператором TransOcean Kreuzfahrten GmbH & Co. KG было построено в 1987 году.

## История

### Astor
Заказ на западногерманской верфи Howaldtswerke-Deutsche Werft в Киле был размещён южноафриканской компанией Marine Corporation из Кейптауна в 1985 году. Во время строительства судно было продано зарегистрированной на острове Маврикий компании Marlan Corporation.  Киль судна под заводским номером 218 был заложен 21 января 1986 года, и судно было спущено на воду 30 мая 1986 года и передано владельцу 14 января 1987 года. В свой первый рейс из Гамбурга в Геную судно вышло в тот же день, 14 января 1987 года, после чего отправилось через океан в Южную Америку.

### Федор Достоевский
3 октября 1988 года судно приобрело советское Черноморское морское пароходство (ЧМП) в Одессе, где оно было переименовано в Федор Достоевский, а на дымовой трубе появилось изображение советского флага с серпом и молотом.

### Fedor Dostoevskiy
В 1991 году судно было перерегистрировано на компанию Fedor Dostoevskiy Shipping Co. и поставлено под «удобный» багамский флаг. Портом приписки стал Нассау. На борту изменилась надпись, судно стало именоваться Fedor Dostoevskiy. В начале 1992 года, после распада СССР, с трубы исчезли серп и молот, и она была перекрашена, а вместо самого судна Федор Достоевский ЧМП получило от Совкомфлота обесцененные практически до нуля акции.

### Astor
С 1 декабря 1995 года судно продолжило работу на круизных маршрутах под прежним названием Astor. В 2009-2010 годах судно было основательно модернизировано на верфи Lloyd Werft Bremerhaven. В июне 2012 года судно посетило российский порт Мурманск.
В конце октября 2020 года, судно было продано Турции на порезку в металл.

## Происшествия
28 ноября 2008 года в Оманском заливе Astor был атакован пиратами, однако немецкому фрегату Mecklenburg-Vorpommern удалось отбить атаку пиратов.

## Галерея

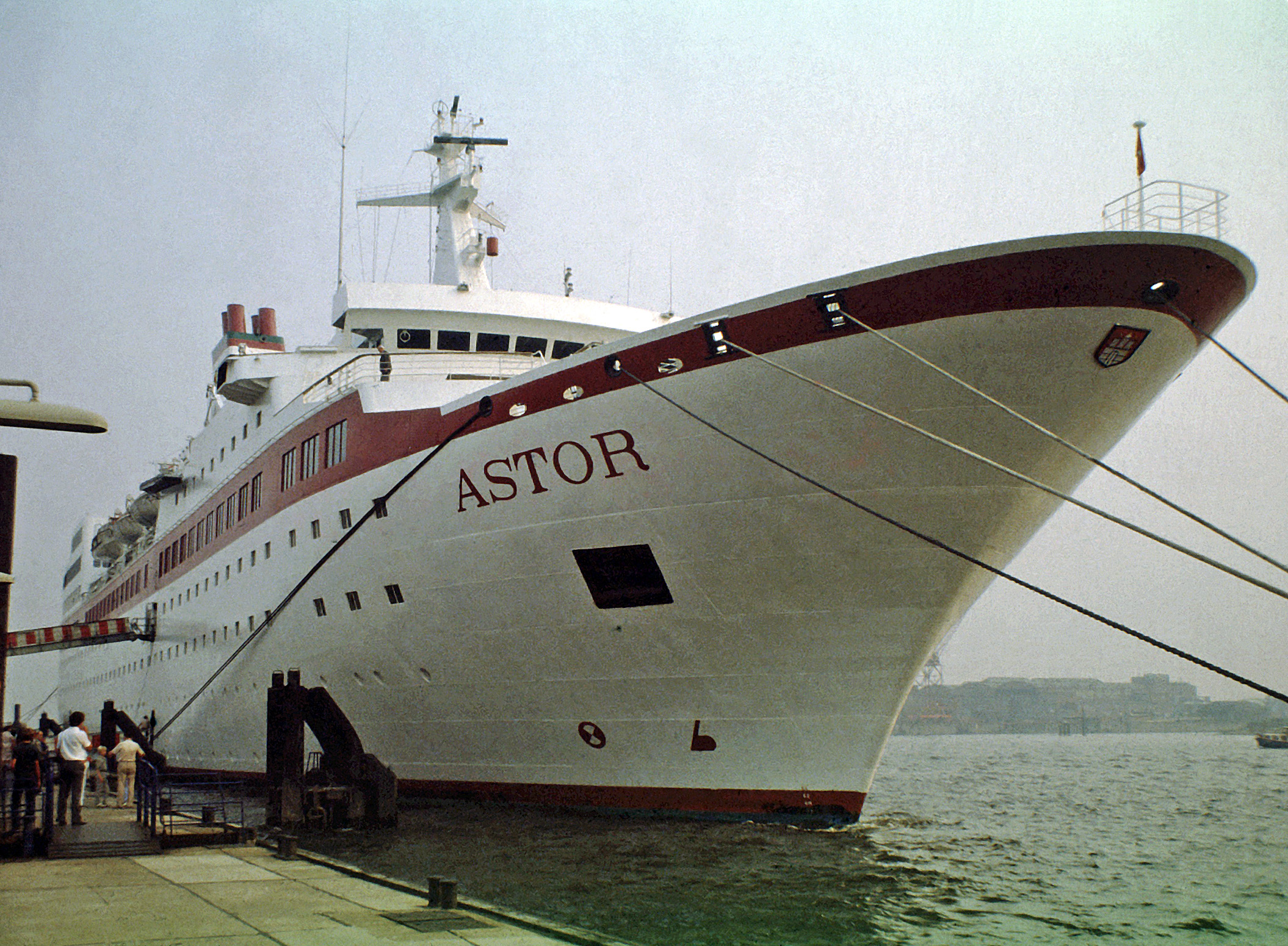
MS Astor в порту Гамбурга в 1983 году
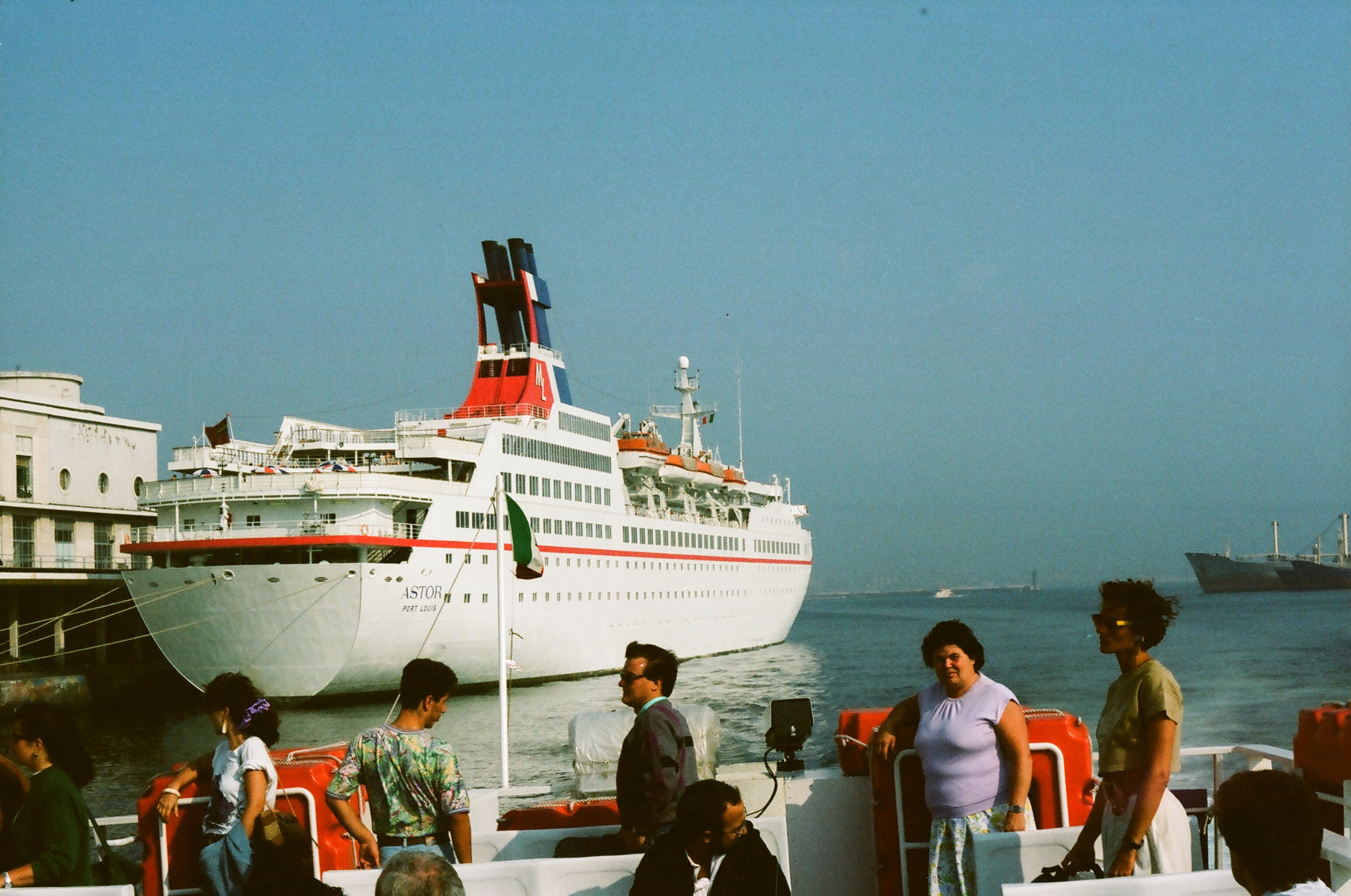
MS Astor в порту Неаполя в 1988 году
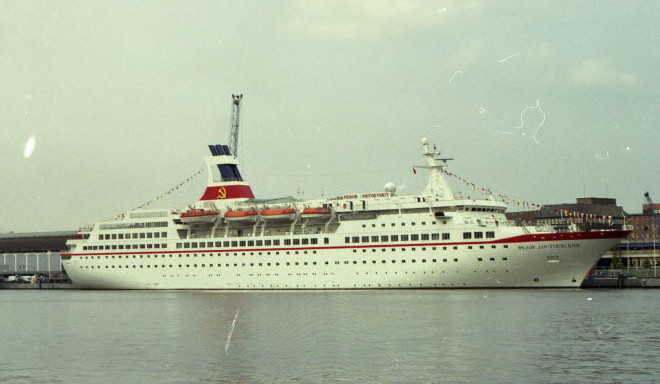
Федор Достоевский в 1990 году
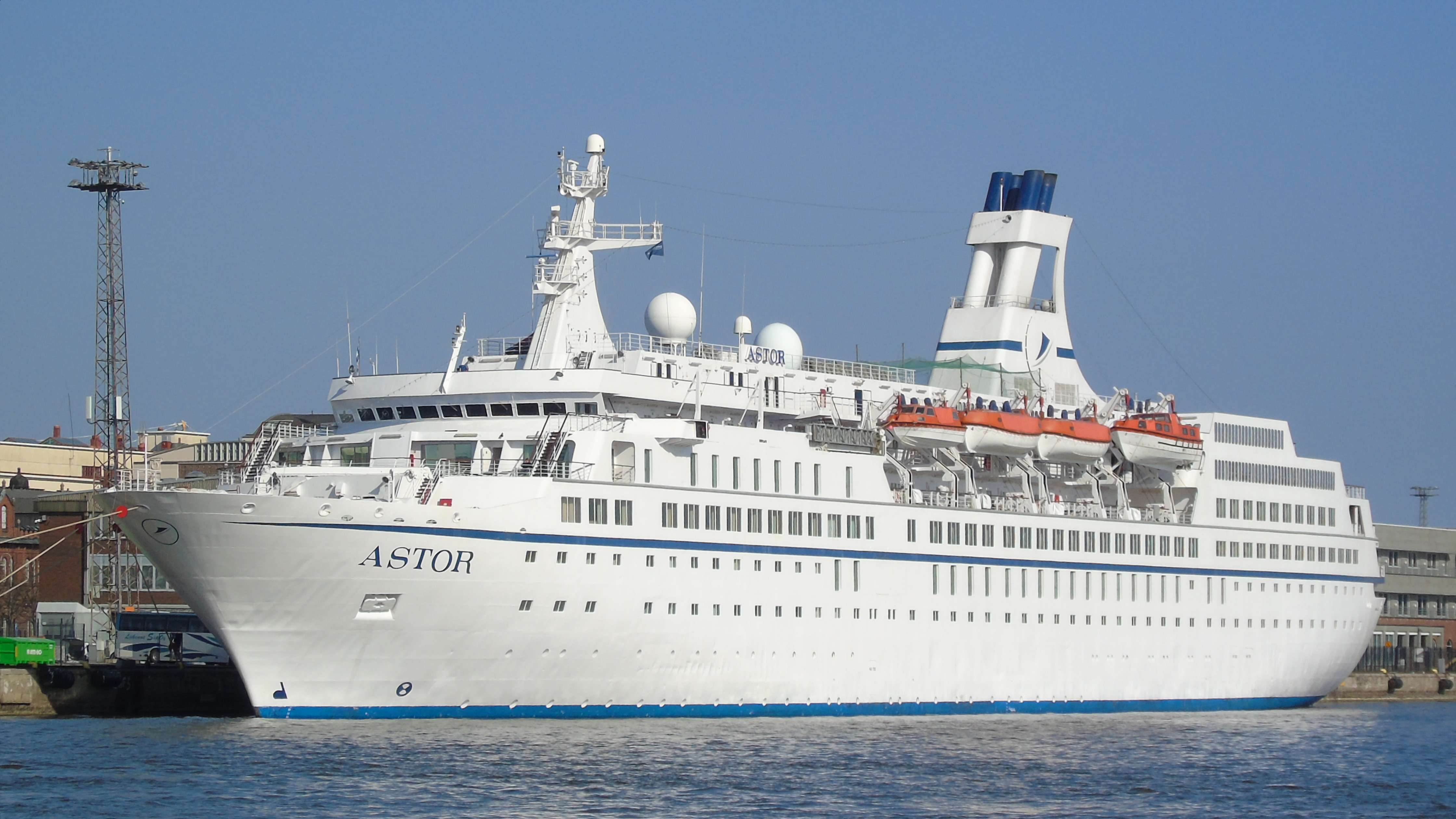
MS Astor в Хельсинки в 2019 году